# Лошадиная ярмарка в Барнете
«Лошадиная ярмарка в Барнете» (англ. Barnet Horse Fair) — немой короткометражный документальный фильм Уильяма Поля. Премьера состоялась в Великобритании 1896 года. В настоящее время фильм считается утерянным.

## Сюжет
Сюжет разворачивается в XVI веке, перед тем, как скачки в Барнете (теперь район Лондона) стали ежегодными.